# Emanuel Derman

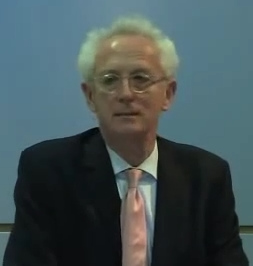
Emanuel Derman (Juli 2013)

Emanuel Derman (* 1944) ist ein aus Südafrika stammender Finanzwissenschaftler, Geschäftsmann und Physiker.
Derman, der lange bei Investmentbanken arbeitete und heute Professor an der Columbia University ist, wurde bekannt durch die Entwicklung mehrerer finanzmathematischer Modelle, sowie durch seine Autobiografie My Life as a Quant: Reflections on Physics and Finance.

## Leben
Emanuel Derman wuchs in Südafrika auf. Nach dem Studium der Physik an der Universität Kapstadt zog er in die USA und promovierte 1973 an der Columbia University auf dem Gebiet der theoretischen Teilchenphysik. Bis 1980 arbeitete er als Postdoc an der University of Pennsylvania, der University of Oxford, der Rockefeller University und der University of Colorado at Boulder.
Anschließend verließ Derman die Wissenschaft und arbeitete von 1980 bis 1985 in den Bell Laboratories, wo er unter anderem Computeralgebrasysteme entwickelte.
Von 1985 bis 1988 sowie von 1990 bis 2000 arbeitete Derman für die Investmentbank Goldman Sachs. Zunächst entwickelte er mit Fischer Black und William Toy das Black-Derman-Toy-Modell zur Preisbestimmung von Bondoptionen.
1988 wechselte er zu Salomon Brothers, wurde dort aber nach einem Jahr entlassen und kehrte daraufhin zu Goldman Sachs zurück, wo er die Leitung der „Quantitative Strategy“-Gruppe in der Equity-Abteilung übernahm. Er arbeitete in den folgenden Jahren unter anderem an Weiterentwicklungen des Black-Scholes-Modell für Optionen. Das Derman-Kani-Modell, in dem die Volatilität eine lokale, d. h. vom Basiswert abhängige Größe ist, ist eines der ersten Modelle zur Erklärung des Volatilitäts-Smile bei Optionen.
Im Jahr 2002 verließ Derman Goldman-Sachs und ist seitdem Professor an der Columbia University sowie Partner bei dem Unternehmen Prisma Capital Partners.
2004 veröffentlichte Emanuel Derman das autobiografische Buch My Life as a Quant: Reflections on Physics and Finance.
Derman wurde im Jahr 2000 mit dem Preis Financial Engineer of the Year (FEOY) der International Association of Financial Engineers ausgezeichnet.
Er hat viele wissenschaftlichen Arbeiten in Physik-, Informatik- und Finanzfachzeitschriften verfasst. Er betont in Artikeln und Vorträgen die Unterschiede zwischen physikalischen und finanzmathematischen Modellen und warnt vor den Folgen des kritiklosen Umgangs mit letzteren.
Zusammen mit Paul Wilmott verfasste er als Reaktion auf die Finanzkrise ab 2007 das „Financial Modelers’ Manifesto“ zum verantwortungsvollen Umgang mit Modellen.

## Bücher
- E. Derman: My Life as a quant. Wiley, 2007, ISBN 978-0-470-19273-3.
- E. Derman: Models.Behaving.Badly. Free Press, 2012, ISBN 978-1-4391-6499-0.
- E. Derman: Bad Behavior. A Collection of Essays, Columns and Stories, 2012-2013. 2013 (E-Book).
- E. Derman, M. B. Miller: The Volatility Smile. Wiley, 2016, ISBN 978-1-118-95916-9, doi:10.1002/9781119289258.